# هری جیمز انگوس
هری جیمز آرگوس (انگلیسی: Harry James Angus؛ زادهٔ ۱۱ ژوئن ۱۹۸۲) خواننده-ترانه‌پرداز اهل استرالیا است.